# لوندینیوم

نقشه لوندینیوم. حدود سال ۴۰۰ میلادی.

لونْدینیوم یا لندن رومی نام لاتین شهر لندن و شهری بود که در حدود سال ۵۰ پس از میلاد در محل کنونی شهر لندن ساخته شده‌بود. لوندینیوم از کانون‌های مهم بازرگانی در منطقه برای رومی‌ها بود و تا زمانی که در خلال سده پنجم میلادی(فروپاشی روم غربی) رها شد این نقش را ایفا می‌کرد.
لوندینیوم در اواخر سده سوم میلادی محل سکونت کاراسیوس، از مدعیان منصب قیصر روم، بود و بنابر این، این شهر مدتی پایتخت این مدعی حکومت به شمار می‌آمد.
لوندینیوم به عنوان یک شهر مهم رومی از همه ساختمان‌های معمول همگانی شهرهای بزرگ رومی برخوردار بود. کاوش‌های باستان‌شناسی تاکنون تنها بخشی از این ساختمان‌ها را شناسایی کرده‌اند. تجمع‌گاه مرکزی لوندینیوم بزرگ‌ترین ساختمان در نوع خود در شمال کوه‌های آلپ در آن زمان بود.